# 투 문 정션 2
《투 문 정션 2》(Return To Two Moon Junction)는 미국에서 제작된 파하드 맨 감독의 1995년 영화이다. 멜린다 클락 등이 주연으로 출연하였고 멜 펄 등이 제작에 참여하였다.

## 출연

### 주연
- 멜린다 클락
- 웬디 데이비스
- 요고 콘스탄틴

### 조연
- 몰리 샤논
- 몬트로즈 하긴스

## 기타
- 배역: 빅키 허프